# Myrmecocystus christineae
Myrmecocystus christineae är en myrart som beskrevs av Roy R. Snelling 1982. Myrmecocystus christineae ingår i släktet Myrmecocystus och familjen myror. Inga underarter finns listade i Catalogue of Life.

## Bildgalleri

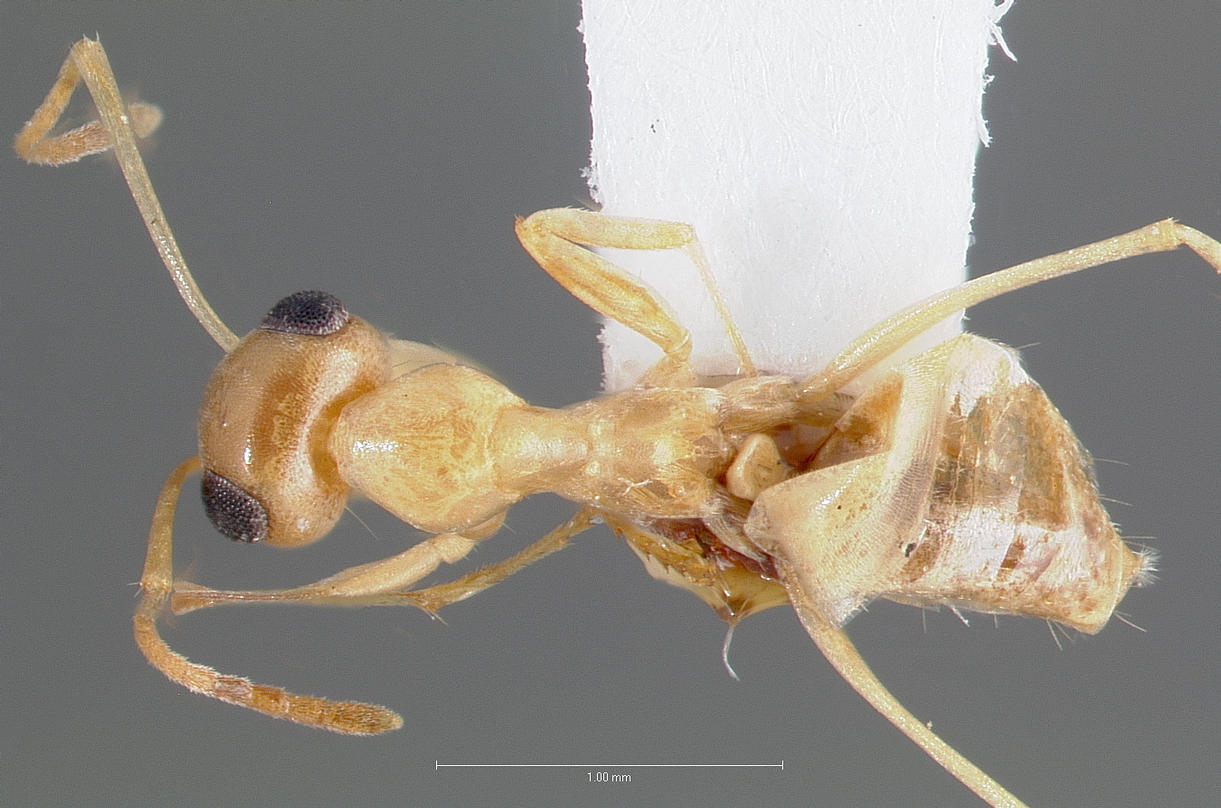
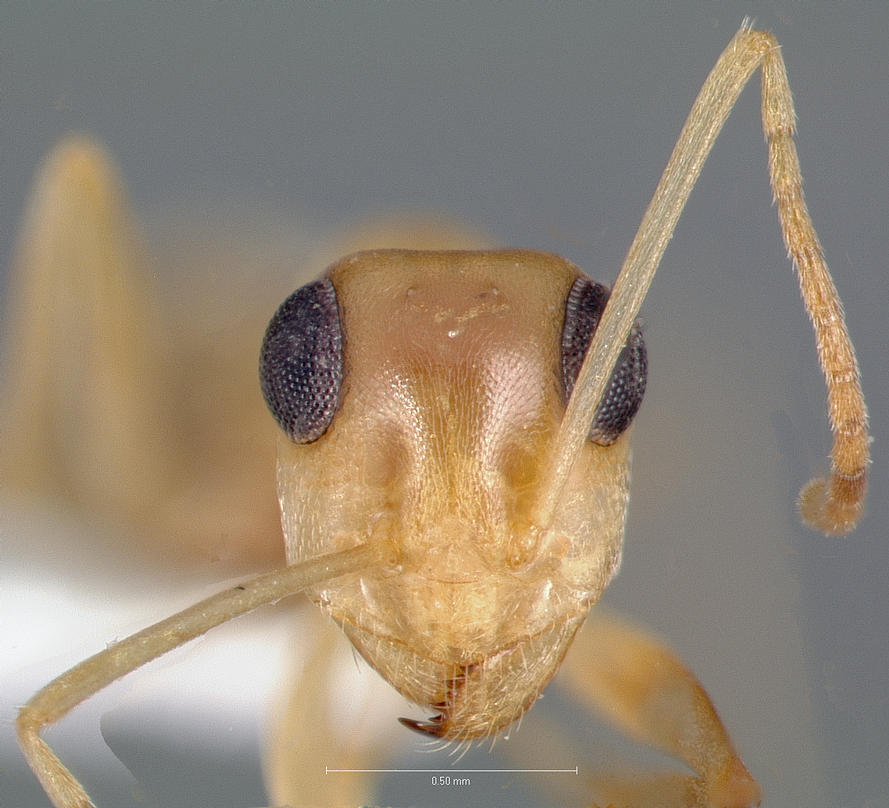
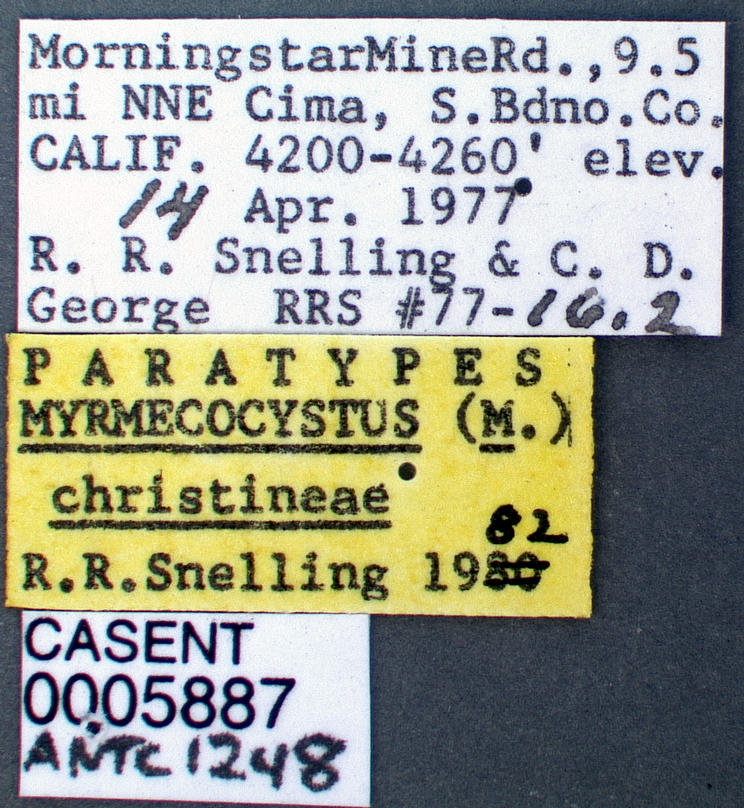
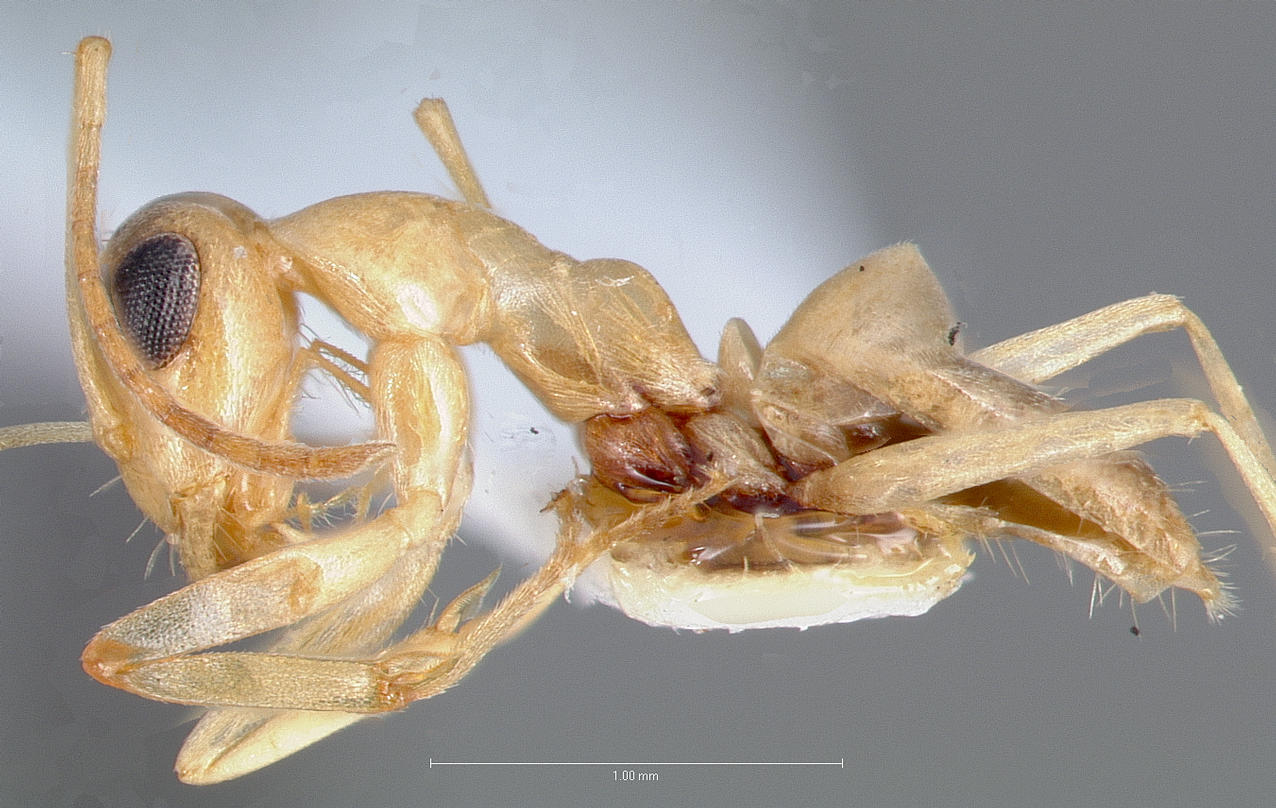